# Суммы Вейля
Суммы Вейля — общее название тригонометрических сумм специального вида.

## Определение
Суммами Вейля называются суммы вида
где {\displaystyle n\in \mathbb {Z} }, а функция 
есть многочлен степени {\displaystyle k} с вещественными коэффициентами. Название "суммы Вейля" для тригонометрических сумм такого вида было предложено И.М. Виноградовым в честь впервые подробно рассмотревших их Г. Вейля.

## Рациональные суммы Вейля
Важным примером сумм Вейля являются рациональные суммы Вейля, когда все коэффициенты многочлена {\displaystyle f(x)} — рациональные числа.
Более точно, рациональными суммами Вейля (по модулю {\displaystyle m}) называются суммы Вейля с функцией {\displaystyle f(x)={\frac {P_{k}(x)}{m}}}:
где {\displaystyle m>1} — некоторое фиксированное целое число, {\displaystyle n\in \mathbb {Z} }, а  
есть многочлен степени {\displaystyle k} с целыми коэффициентами.

## Примеры рациональных сумм Вейля
- Если {\displaystyle f(x)=ax}, то указанная сумма является линейной тригонометрической суммой.
- Если {\displaystyle m=p} — простое число, то суммы Вейля с многочленом {\displaystyle f(x)=ax^{k}} {\displaystyle (k>1)} называются суммами Гаусса порядка {\displaystyle k}, а при {\displaystyle k=2} — суммами Гаусса.
- Если {\displaystyle m=p} — простое число, то для каждого {\displaystyle n}, не кратного {\displaystyle p}, в поле вычетов {\displaystyle \mathbb {Z} _{p}} всегда существует число {\displaystyle n^{*}}, обратное к {\displaystyle n}:

Таким образом, рациональные суммы Вейля с многочленом {\displaystyle P_{p-1}(n)=an^{p-1}+bn} могут быть записаны в виде
(штрих у знака суммы означает, что суммирование ведется по всем {\displaystyle n}, не кратным {\displaystyle p}) и называются суммами Клостермана.

## Оценки сумм Вейля
Оценки сумм Вейля играют важную роль в многих задачах аналитической теории чисел. Существует несколько методов оценки сумм Вейля. Наиболее простой и известный из них — метод Гаусса.